# Ке-Нтем
Провінція Ке-Нтем — одна з провінцій Екваторіальної Гвінеї. Столиця — Ебебіїн і складається з районів: Нсок Нсомо та Мікомісенґ.

## Географія
Координати: 2º Пн.ш. і 11º Сх.д. Межує на півночі з Камеруном, на сході з Габоном, на півдні з провінцією Веле-Нзас і на заході з провінцією Сентро-Сур.

## Демографія
Кількість населення у 2001 році становила 167 279 осіб, за даними Головного Управління Статистики Екваторіальної Гвінеї.

## Міста та райони
До провінції входять такі міста та райони:.

### Міста
- Ебебіїн
- Мікомісенґ
- Нсок-Нсомо
- Нкуе
- Бідхабідхан
- Нсанґі

### Райони
- Ебебіїн
- Мікомісенґ
- Нсок-Нсомо